# My Merry May with be
『My Merry May with be』（マイ・メリー・メイ ウィズ ビー）は、2005年6月30日にKIDから発売されたPlayStation 2用恋愛アドベンチャーゲームである。以前同社から発売された『My Merry May』と『My Merry Maybe』を1つにまとめ、さらに3本の新シナリオと全アペンドストーリーを収録している。
KID倒産後の2010年3月25日には、サイバーフロントからPlayStation Portable版が発売された。

## 本作独自の要素

### 収録作品の変更点
本作には『My Merry Maybe』（以下『Maybe』）はほぼ元通りの形で収録されているが、『My Merry May』（以下『May』）については単体作品版からいくつか変更された点がある。ただし、いずれも軽微なものであり、シナリオ修正等の大幅な変化はない。
- アペンドストーリー全収録

PS2版『May』のアペンドストーリーは内蔵された4つに限られていたが、本作はDC版で配信されたユーザー公募作品をすべて収録している。
- オープニング・エンディングの演出

『May』オープニングムービーで表示されるテロップの字体が『Maybe』と同じものになったほか、一部の演出に変更がなされている。また、各シナリオのラストシーンは、エンディングムービーの後から前へと順番を変えている。
- 高速スキップの演出

DC版・PS2版『May』での高速スキップ時は、ディフォルメされたキャラクターが舞台に上がったような専用のCGが表示されたが、本作では『Maybe』同様にキャラクターのCGをシルエット化するようになっている。

### 新シナリオ
Beginning -五月の始まり-
『May』本編の開始前、特にやるべきことを見つけられずにいた恭介は、アメリカで研究職に就いている兄にメールを送る。
Metempsyschosis -輪廻-
『May』と『Maybe』の空白の期間の物語。愛する恭介のそばに自分の居場所がないと思ったレゥは、姿を消し、小さな漁村「青天村」へ行く。
Epilogue -五月の終わり-
すべてが終わった後、浩人のもとに渡良瀬老人から一本の電話がかかってくる。彼の口から語られたのは、かつてレゥを探しに出た恭介がたどった顛末だった。

## 出演声優
『My Merry May』
- レゥ：松岡由貴
- 榛名ひとえ：木村まどか
- 吾妻もとみ：大前茜
- 杵築たえ：黒河奈美
- 結城みさお：前田ゆきえ
- 萩本亮：粟津貴嗣

『My Merry Maybe』
- レゥ：松岡由貴
- 篠片由真：松井菜桜子
- 草津みのり：あおきさやか
- 水上鏡：小林沙苗
- 玉村穂乃香：前田ゆきえ
- リース：松岡由貴

## 開発
もともと『My Merry May』は1990年代の名作アニメやゲームの影響を多く受けており、当時の流行であった「作中で事実のみを提示し、解釈はどのようにもできる」という体裁をとっていた。しかし2001年ごろを転機に、作品の受け手が議論を交わして内容を解釈するような風潮が廃れてきたため、ユーザーからの反応の中には「この物語の構築ではよくわからない」という意見が出てきた。本作『My Merry May with be』が製作されたのは、より明確な形で製作者の意図を伝えるためである。
音楽を手掛けた阿保剛は、本作の開発がゲーム版『すべてがFになる』と並行していたため、駆け足で行われたと2020年の座談会の中で振り返っており、自分への発注内容についても「最初しまぞうさん（『My Merry May』のディレクター）からバンド的なものって言われたんです。で、主題歌のARCHIBOLDさんに合わせるような感じであとはお任せしますって。」話している。

## スタッフ
- キャラクターデザイン : 輿水隆之
- シナリオ : Q'tron（長井知佳 / 西川真音 / 山本真司）
- 音楽 : 阿保剛
- 全主題歌・挿入歌の作詞、作曲、編曲 : ARCHIBOLD
  - 『May』オープニングテーマ : BUG?
    - 歌 : ARCHIBOLD feat.アジ☆コロ

  - 『May』エンディングテーマ : ナツノ宇宙（ソラ）
    - 歌 : アジ☆コロ

  - 『Maybe』オープニングテーマ：MISS?
    - 歌 : ARCHIBOLD feat.ドミ

  - 『Maybe』挿入歌：CANDY HEART
    - 歌 : ARCHIBOLD feat.ドミ

  - 『Maybe』挿入歌：わんつーどーん
    - 歌 : ARCHIBOLD feat.ドミ

  - 『Maybe』エンディングテーマ：月の足音
    - 歌 : ドミ

  - 『Maybe』トゥルーエンディングテーマ：星砂
    - 歌 : ARCHIBOLD feat.ドミ

  - 『with be』エンディングテーマ : BUG? 〜レゥ&リースRemix〜
    - 歌 : 松岡由貴

## 書籍
- My Merry May with be ビジュアル・ガイドブック（JIVE）